# Раздельное (Павлодарская область)
Раздельное (каз. Раздельное) — село в Железинском районе Павлодарской области Казахстана. Входит в состав сельского округа Лесной. Код КАТО — 554249400.

## Население
В 1999 году население села составляло 215 человек (115 мужчин и 100 женщин). По данным переписи 2009 года, в селе проживало 104 человека (56 мужчин и 48 женщин).